# Cristelo Covo
Cristelo Covo ist ein Ort und eine ehemalige Gemeinde (Freguesia) im nordportugiesischen Kreis Valença der Unterregion Minho-Lima. Die Gemeinde hatte 969 Einwohner (Stand 30. Juni 2011).
Am 29. September 2013 wurden die Gemeinden Cristelo Covo, Arão und Valença zur neuen Gemeinde União das Freguesias de Valença, Cristelo Covo e Arão zusammengeschlossen.